# Adaptive Selling
Als Adaptive Selling wird eine Verkaufsstrategie bezeichnet, bei der der Verkäufer vor Ort (am Point of Sale) individuell auf die Wünsche oder Beschwerden des Kunden eingeht. Wesentlich dabei ist, dass dieses spontan geschieht. Der Vertriebsmannschaft soll zu mehr Effizienz verholfen werden. Studien von amerikanischen Wissenschaftlern Rosann Spiro (Indiana University) und Barton Weitz (University of Florida) zufolge können Verkäufer durch Anpassungsfähigkeit die Erfolgsquote ihrer Verkaufsgespräche steigern.
Weitz und Spiro machten diese Anpassungsfähigkeit an 16 Kriterien fest und nannten sie Adaptive Selling, was sich etwa mit (situations-)angepasstes Verkaufen eindeutschen lässt.
Der Begriff selbst ist ein typischer Anglizismus, wie er in der Wirtschaft, speziell im Absatzwesen, seit langem üblich ist.